# Erik Weihenmayer

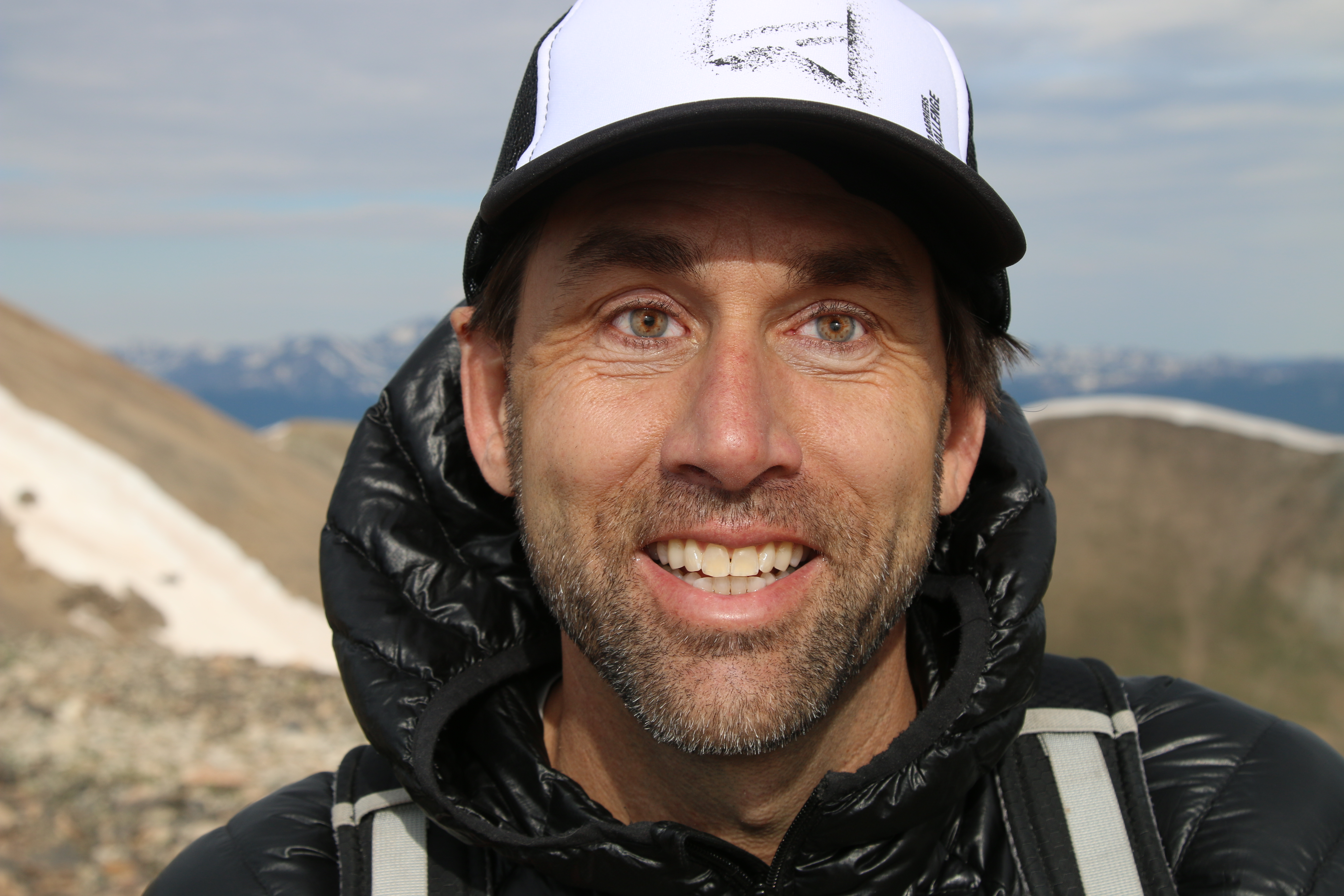
Erik Weihenmayer (2016)

Erik Weihenmayer (* 1968 in New Jersey) ist ein US-amerikanischer Bergsteiger. Am 25. Mai 2001 bestieg er als erster Blinder den Gipfel des Mount Everest. Im September 2002 hatte Weihenmayer auch die Seven Summits nach der Mount-Kosciuszko-Version bestiegen, 2008 auch nach der Carstensz-Pyramiden-Version.
Außer dem Bergsteigen und Klettern in Eis und Fels betreibt Weihenmayer unter anderem Paragliding, Langstreckenradfahren, Marathonlaufen und Skifahren. Er ist mit Sabriye Tenberken und Paul Kronenberg befreundet, den Gründern der Organisation Braille Without Borders, die er in Tibet besuchte.

## Biographie
Erik Weihenmayer wurde 1968 mit der Erbkrankheit Retinoschisis geboren, durch die er im Alter von 13 Jahren vollständig erblindete. Er beendete 1987 die Weston High School in Connecticut. Als Kapitän der Ringermannschaft seiner Schule vertrat er dabei Connecticut bei den Nationalen Freistilmeisterschaften im Ringen. 1991 schloss Weihenmayer sein Studium am Boston College ab und bestieg im selben Jahr mehrere Gipfel des Pamirgebirges in Tadschikistan.
1993 beendete er sein Lehramtsstudium am Lesley College und begann als Lehrer in Phoenix zu unterrichten. Im gleichen Jahr überquerte er den Baturagletscher im Karakorum in Nord-Pakistan. Zwei Jahre später bestieg Weihenmayer, gesponsert von der nationalen amerikanischen Blindenorganisation, den Mount McKinley, den höchsten Gipfel Nordamerikas.
Erik Weihenmayer trug 1996 die olympische Fackel durch Phoenix. 1997 bestieg er den Kilimanjaro in Tansania und heiratete auf dessen Gipfel. Mit seinem Vater, einem Vietnamveteranen, radelte er anschließend 1998 mit einem Tandem von Hanoi nach Ho-Chi-Minh-Stadt. 1999 bestieg Weihenmayer den argentinischen Gipfel des Aconcagua und am 25. Mai 2001 schließlich den Mt. Everest.
2004 leitete Weihenmayer eine Expedition in Tibet, „Climbing Blind“-Projekt genannt, an der blinde Jugendliche der Braille-Without-Borders-Schule für Blinde in Lhasa, und ein amerikanisches Filmteam teilnahmen. Es entstand dabei der Film mit dem Titel Blindsight, der 2006 beim Toronto International Film Festival seine Premiere hatte und auf der Berlinale 2007 gezeigt wurde.